# Rotterdam Open 2019
Il Rotterdam Open 2019, conosciuto anche con il nome di ABN AMRO World Tennis Tournament 2019 per ragioni di sponsorizzazione, è stato un torneo di tennis che si è disputato su campi di cemento indoor. È stata la 46ª edizione del Rotterdam Open, facente parte dell'ATP World Tour 500 series nell'ambito dell'ATP Tour 2019. Si è giocato nell'impianto dell'Ahoy Rotterdam, a Rotterdam nei Paesi Bassi, dall'11 al 17 febbraio 2019.

## Giocatori

### Teste di Serie
| Nazione  | Giocatore             | Ranking* | Testa di Serie |
| -------- | --------------------- | -------- | -------------- |
| Giappone | Kei Nishikori         | 7        | 1              |
| Russia   | Karen Chačanov        | 11       | 2              |
| Grecia   | Stefanos Tsitsipas    | 12       | 3              |
| Canada   | Milos Raonic          | 14       | 4              |
| Russia   | Daniil Medvedev       | 16       | 5              |
| Francia  | Lucas Pouille         | 17       | 6              |
| Spagna   | Roberto Bautista Agut | 18       | 7              |
| Belgio   | David Goffin          | 21       | 8              |
| Georgia  | Nikoloz Basilašvili   | 22       | 9              |
| Canada   | Denis Shapovalov      | 25       | 10             |

* Ranking al 4 febbraio 2019.

### Altri partecipanti
I seguenti giocatori hanno ricevuto una wild card per il tabellone principale:
- Tomáš Berdych
- Tallon Griekspoor
- Stan Wawrinka

Il seguente giocatore ha avuto accesso al tabellone principale con il ranking protetto:
- Jo-Wilfried Tsonga

Il seguente giocatore ha avuto accesso al tabellone principale come special exempt:
- Pierre-Hugues Herbert

I seguenti giocatori sono passati dalle qualificazioni:

- Thomas Fabbiano
- Peter Gojowczyk
- Gilles Simon
- Franko Škugor

I seguenti giocatori sono entrati in tabellone come lucky loser:
- Marius Copil
- Ernests Gulbis

### Ritiri
Prima del torneo
- Roberto Bautista Agut → sostituito da  Marius Copil
- Marin Čilić → sostituito da  Michail Kukuškin
- Grigor Dimitrov → sostituito da  Martin Kližan
- Kyle Edmund → sostituito da  Jérémy Chardy
- Richard Gasquet → sostituito da  Matthew Ebden
- Nick Kyrgios → sostituito da  Robin Haase
- Lucas Pouille → sostituito da  Ernests Gulbis
- Alexander Zverev → sostituito da  Damir Džumhur

## Punti
| Evento    | V   | F   | SF  | QF | 2T | 1T   | Q  | Q2 | Q1 |
| Singolare | 500 | 300 | 180 | 90 | 45 | 0    | 20 | 10 | 0  |
| Doppio    | 500 | 300 | 180 | 90 | 0  | N.D. | 45 | 25 | 0  |

## Montepremi
| Evento    | V        | F        | SF      | QF      | Round of 16 | Round of 32 | Q2     | Q1     |
| Singolare | €371,620 | €182,185 | €91,680 | €46,620 | €24,210     | €12,770     | €2,825 | €1,440 |
| Doppio *  | €111,890 | €54,780  | €27,480 | €14,100 | €7,290      | N.D.        | N.D.   | N.D.   |

* per team

## Campioni

### Singolare
Gaël Monfils ha sconfitto in finale  Stan Wawrinka con il punteggio di 6-3, 1-6, 6-2.
- È l'ottavo titolo in carriera per Monfils, primo della stagione.

### Doppio
Jérémy Chardy /  Henri Kontinen hanno sconfitto in finale  Jean-Julien Rojer /  Horia Tecău con il punteggio di 7–6(5), 7–6(4).